# Marie-Jeanne de Savoie (1665-1705)
 (octobre 2017).
Si vous disposez d'ouvrages ou d'articles de référence ou si vous connaissez des sites web de qualité traitant du thème abordé ici, merci de compléter l'article en donnant les références utiles à sa vérifiabilité et en les liant à la section « Notes et références ».
Marie-Jeanne de Savoie (1665-1705) plus connue sous le nom de « Mademoiselle de Soissons », est une princesse de Savoie et une fille d'Eugène-Maurice de Savoie-Carignan, comte de Soissons et d'Olympe Mancini. Elle est une sœur du prince Eugène de Savoie-Carignan (1663 † 1736), général des armées impériales.
D'après l'historien Jean-Paul Desprat, elle eut une liaison malheureuse avec l'abbé de La Bourlie, comte de Guiscard (en) (1658-1711) et se maria avec lui à Genève. 